# Characinae
Die Characinae sind eine Unterfamilie der Salmlerfamilie Characidae. Die Unterfamilie ist weit verbreitet in Mittel- und Südamerika.

## Merkmale
Die Characinae sind hechtartig langgestreckte bis mäßig hochrückige Raubfische. Sie sind sehr klein bis mittelgroß und werden 1,5 bis 40 Zentimeter lang. Ihr Maul ist groß, endständig oder weist schräg nach oben. Im Oberkiefer ist das Maxillare lang und in den meisten Fällen vollständig bezahnt. Viele Arten verfügen über konische, in vielen Fällen nach hinten gerichtete Fangzähne, bei Exodon und Roeboides kommen auch warzenartige Reißzähne vor, die bei geschlossenem Maul von außen sichtbar bleiben. Die Fische ernähren sich carnivor, einige Arten sind darauf spezialisiert, anderen Fischen die Schuppen abzunagen.

## Gattungen und Arten
- Acanthocharax Eigenmann, 1912

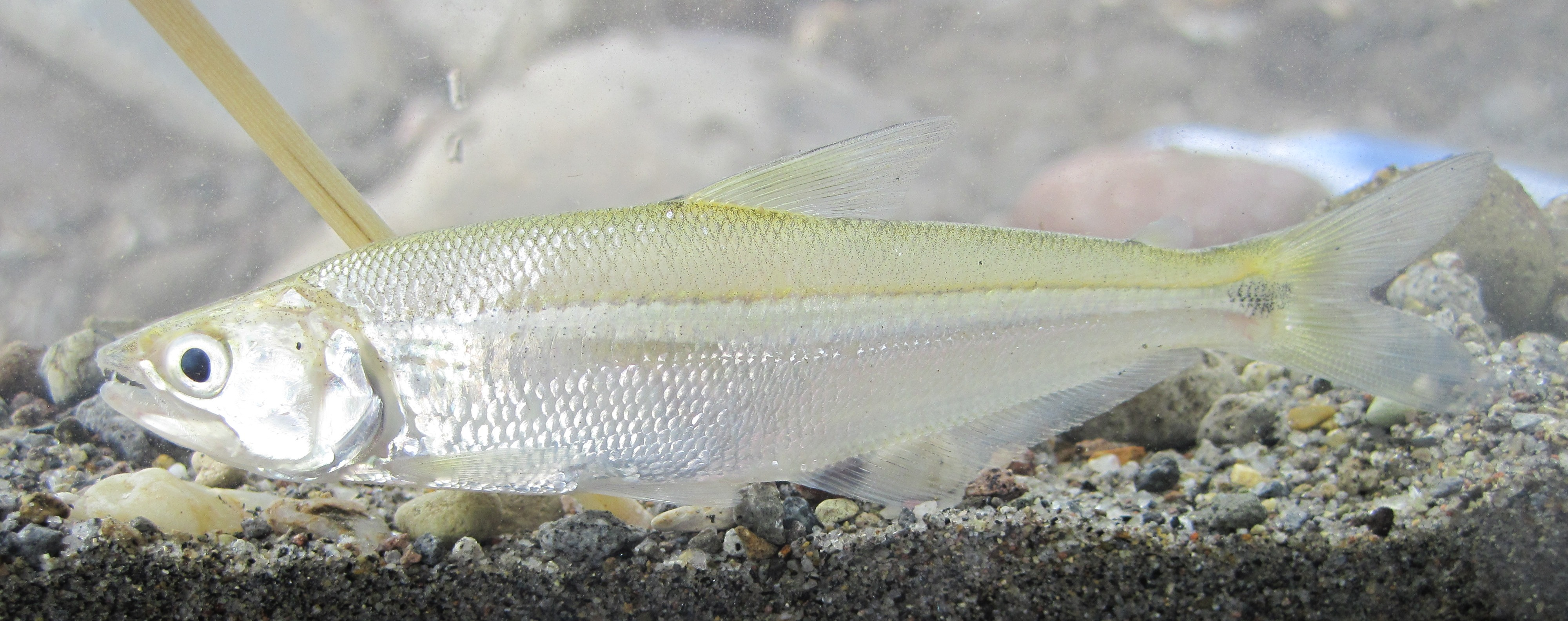
Acestrocephalus anomalus

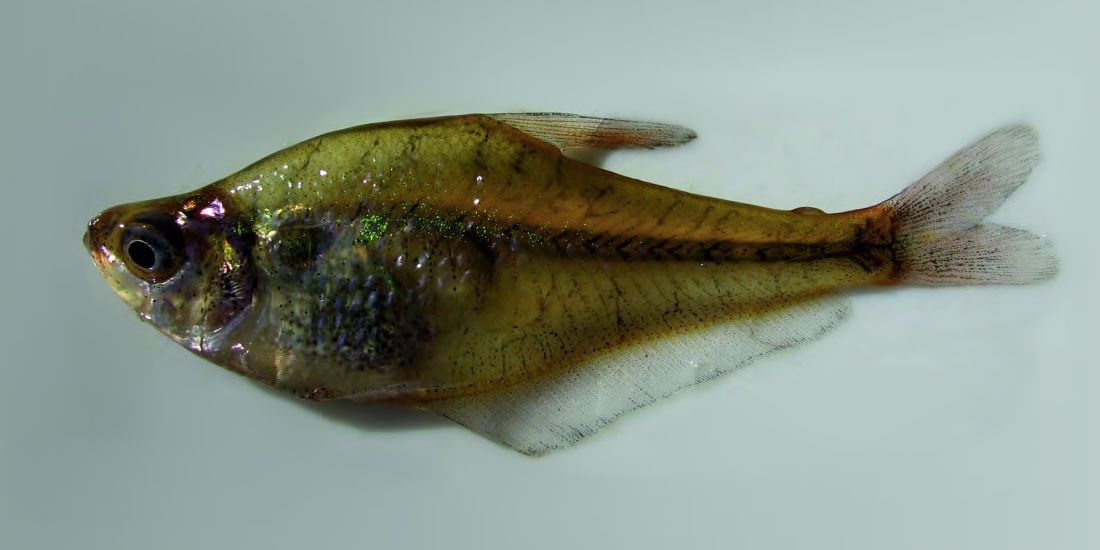
Charax leticiae

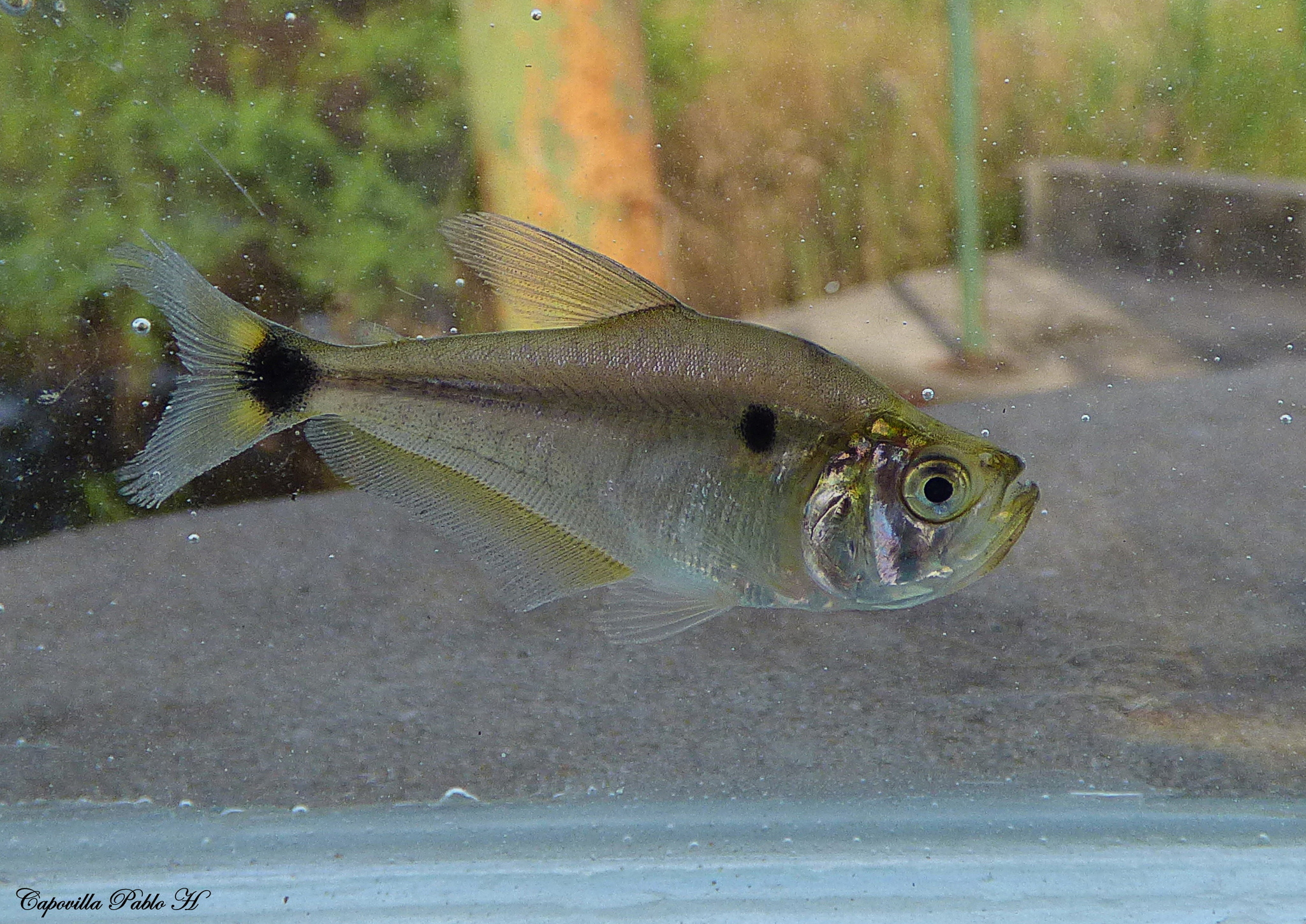
Cynopotamus kincaidi

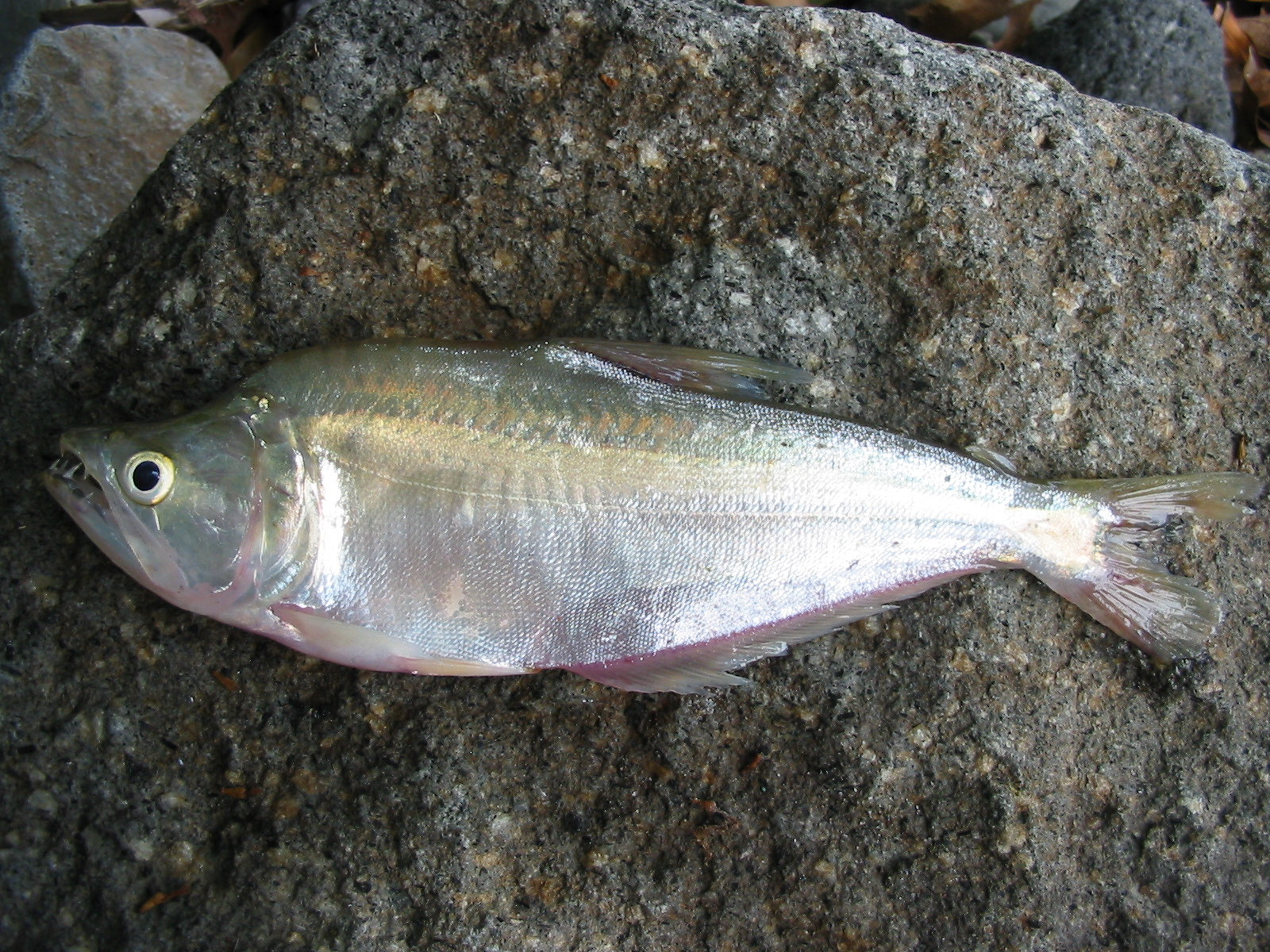
Cynopotamus magdalenae

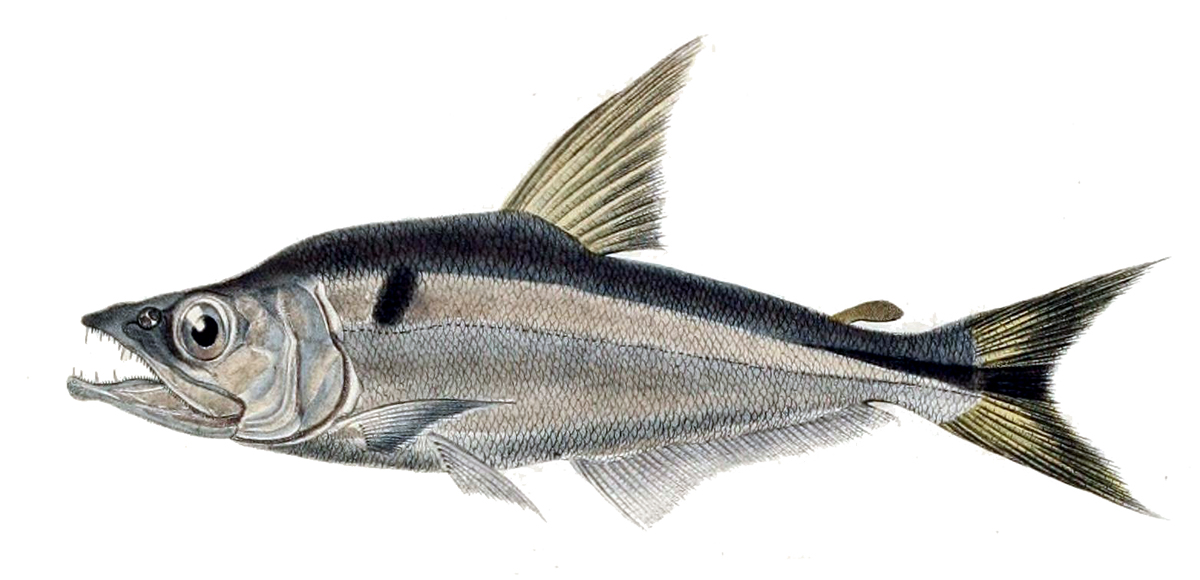
Galeocharax humeralis

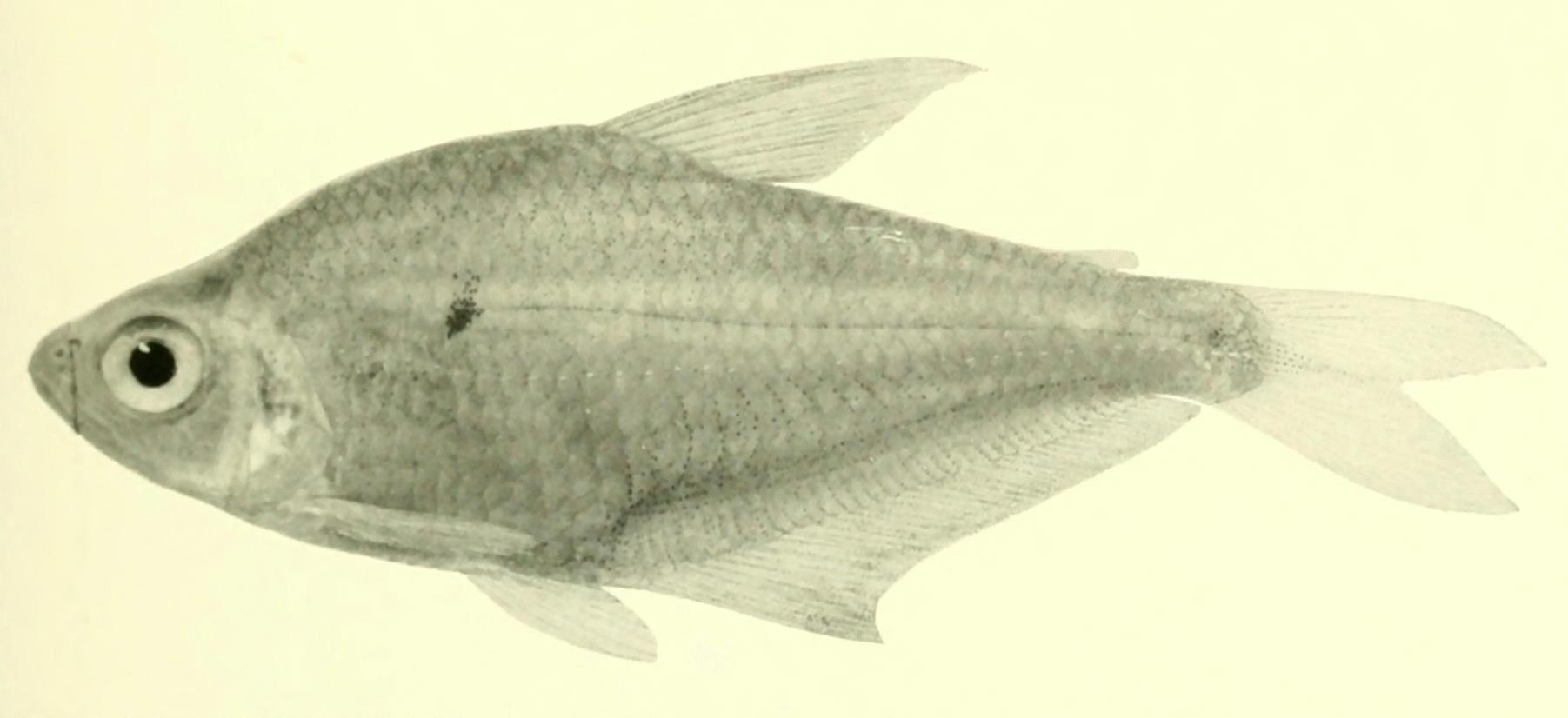
Phenacogaster beni

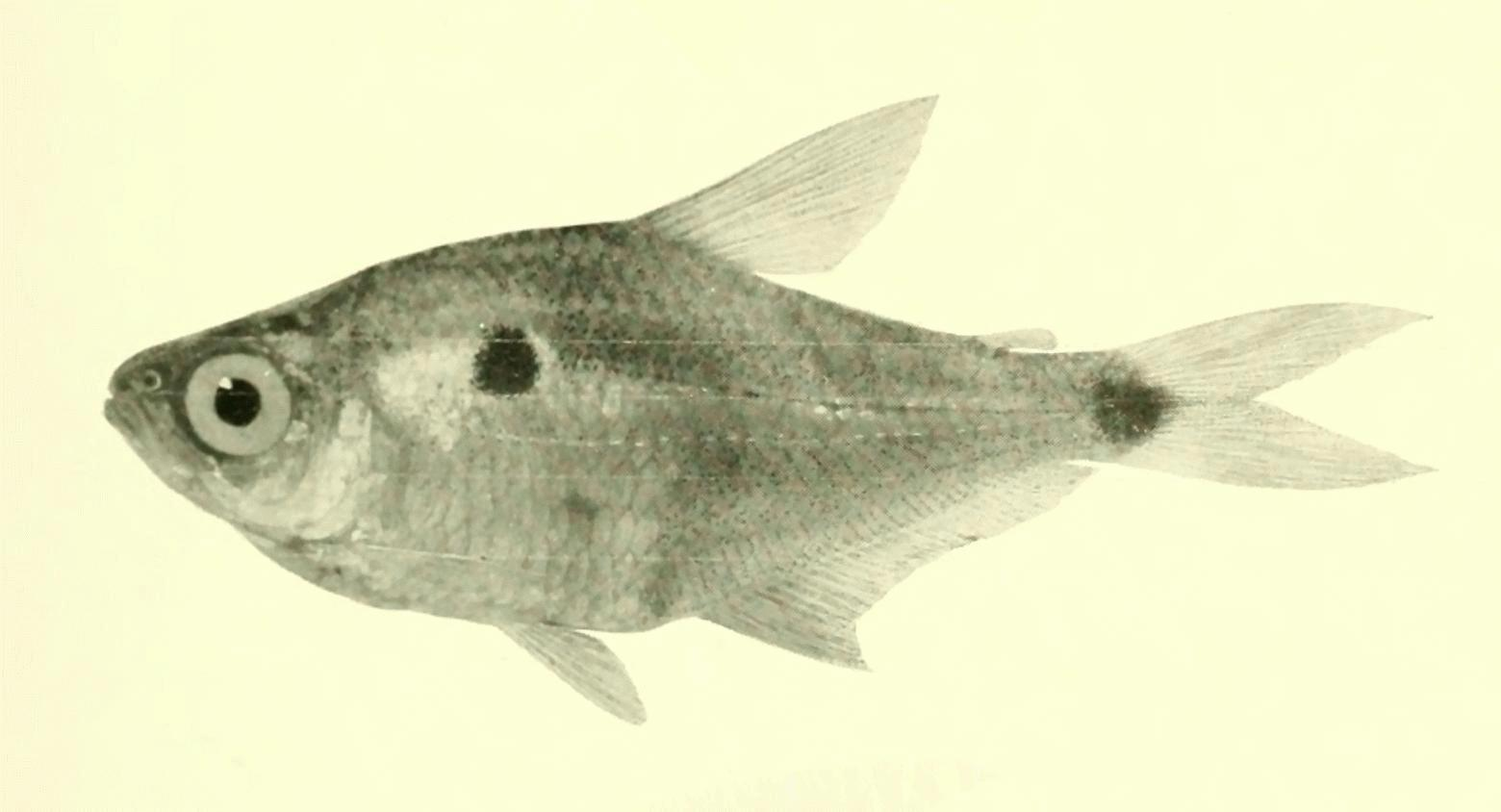
Phenacogaster franciscoensis

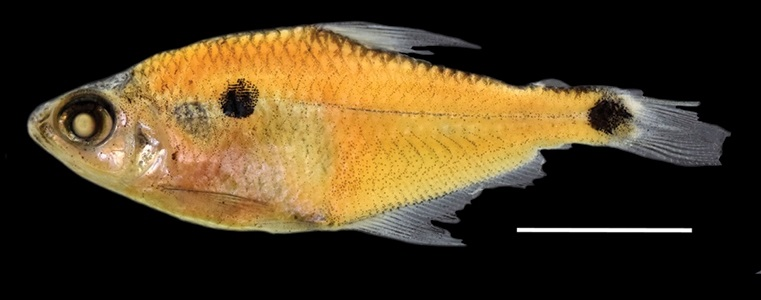
Phenacogaster wayana

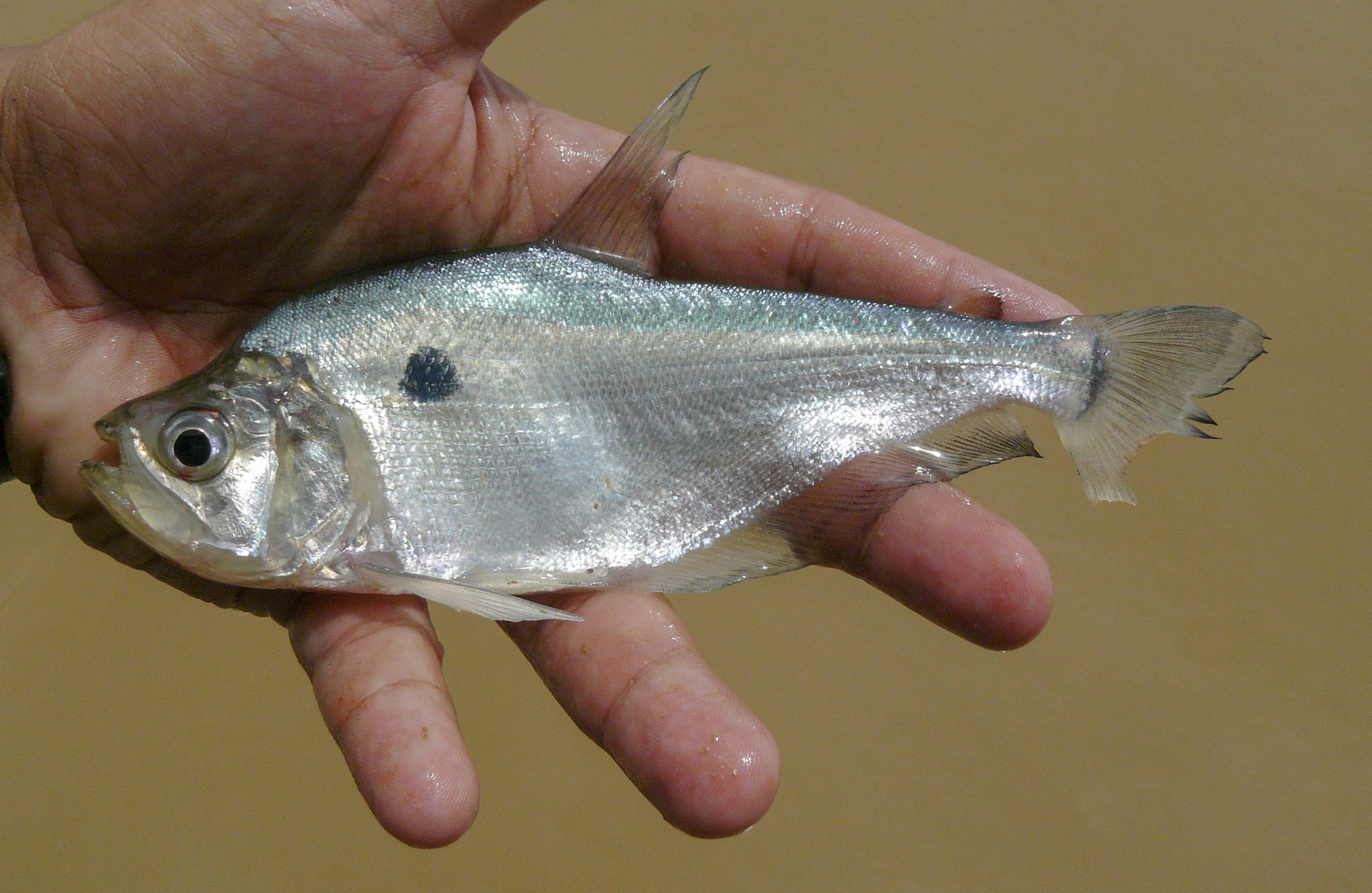
Roeboides myersii

  - Acanthocharax microlepis Eigenmann, 1912
- Acestrocephalus Eigenmann, 1910
  - Acestrocephalus acutus Menezes, 2006
  - Acestrocephalus anomalus (Steindachner, 1880)
  - Acestrocephalus boehlkei Menezes, 1977
  - Acestrocephalus maculosus Menezes, 2006
  - Acestrocephalus nigrifasciatus Menezes, 2006
  - Acestrocephalus pallidus Menezes, 2006
  - Acestrocephalus sardina (Fowler, 1913)
  - Acestrocephalus stigmatus Menezes, 2006
- Atopomesus Myers, 1927
  - Atopomesus pachyodus  Myers, 1927
- Charax Scopoli, 1777
  - 18 Arten
- Cynopotamus Valenciennes in Cuvier & Valenciennes, 1850
  - Cynopotamus amazonum (Günther, 1868)
  - Cynopotamus argenteus (Valenciennes, 1836)
  - Cynopotamus atratoensis (Eigenmann, 1907)
  - Cynopotamus bipunctatus Pellegrin, 1909
  - Cynopotamus essequibensis Eigenmann, 1912
  - Cynopotamus gouldingi Menezes, 1987
  - Cynopotamus juruenae  Menezes, 1987
  - Cynopotamus kincaidi (Schultz 1950)
  - Cynopotamus magdalenae (Steindachner, 1879)
  - Cynopotamus tocantinensis Menezes, 1987
  - Cynopotamus venezuelae (Schultz, 1944)
  - Cynopotamus xinguano  Menezes, 2007
- Galeocharax Fowler, 1910
  - Galeocharax goeldii (Fowler, 1913)
  - Galeocharax gulo (Cope, 1870)
  - Galeocharax humeralis (Valenciennes, 1834)
- Microschemobrycon Eigenmann, 1915
  - Microschemobrycon callops Böhlke, 1953
  - Microschemobrycon casiquiare Böhlke, 1953
  - Microschemobrycon cryptogrammus Ohara et al., 2019
  - Microschemobrycon elongatus Géry, 1973
  - Microschemobrycon geisleri Géry, 1973
  - Microschemobrycon guaporensis Eigenmann, 1915
  - Microschemobrycon melanotus (Eigenmann, 1912)
  - Microschemobrycon meyburgi Meinken, 1975
- Phenacogaster Eigenmann, 1907
  - Phenacogaster apletostigma de Lucena & Gama, 2007
  - Phenacogaster beni Eigenmann, 1911
  - Phenacogaster calverti (Fowler, 1941)
  - Phenacogaster capitulatus de Lucena & Malabarba, 2010
  - Phenacogaster carteri (Norman, 1934)
  - Phenacogaster franciscoensis Eigenmann, 1911
  - Phenacogaster jancupa Malabarba & de Lucena, 1995
  - Phenacogaster julliae Lucena & Lucena, 2019
  - Phenacogaster maculoblongus de Lucena &  Malabarba, 2010
  - Phenacogaster megalostictus Eigenmann, 1909
  - Phenacogaster microstictus Eigenmann, 1909
  - Phenacogaster napoatilis de Lucena & Malabarba, 2010
  - Phenacogaster ojitatus de Lucena & Malabarba, 2010
  - Phenacogaster pectinatus (Cope, 1870)
  - Phenacogaster prolatus de Lucena & Malabarba, 2010
  - Phenacogaster retropinnus de Lucena & Malabarba, 2010
  - Phenacogaster simulatus de Lucena & Malabarba, 2010
  - Phenacogaster suborbitalis  Ahl, 1936
  - Phenacogaster tegatus (Eigenmann, 1911)
  - Phenacogaster wayampi Le Bail & de Lucena, 2010
  - Phenacogaster wayana Le Bail & de Lucena, 2010
- Roeboides Günther, 1864
  - 22 Arten